# 증평 신경행 묘소
증평 신경행 묘소(曾坪 辛景行 墓所)는 충청북도 증평군 증평읍 남차리에 있는 조선시대의 무덤이다. 2004년 9월 17일 충청북도의 기념물 제132호로 지정되었다.

## 참고 문헌
- 증평 신경행 묘소 - 국가유산청 국가유산포털